# Relaciones Corea del Norte-Palestina
Las relaciones entre Corea del Norte-Palestina son las relaciones bilaterales entre la República Popular Democrática de Corea y el Estado de Palestina. Corea del Norte reconoce la soberanía del Estado de Palestina sobre todo el territorio ocupado por Israel, con exclusión de los Altos del Golán ocupados por Israel, que reconoce como territorio sirio. Corea del Norte no reconoce a Israel y lo considera un "estado satélite imperialista" de Estados Unidos. Esto ocurre a pesar del hecho de que Palestina ha reconocido a Israel dentro de la Línea Verde desde los Acuerdos de Oslo.

## Historia
Las relaciones de Corea del Norte con la Organización para la Liberación de Palestina (OLP) comenzaron en 1966. Kim Il Sung y Yasser Arafat tenían una relación muy estrecha[cita requerida] y Corea del Norte proporcionó ayuda a los palestinos. El apoyo de Corea del Norte a la OLP comenzó en la década de 1970 e incluyó el suministro de pequeñas cantidades de armas y ayuda militar. Las armas norcoreanas en Oriente Medio incluían ayuda a varias facciones de izquierda y movimientos revolucionarios como la OLP, el Frente Popular para la Liberación de Palestina y el Frente Democrático para la Liberación de Palestina. El suministro de armas y ayuda norcoreana a las facciones palestinas continuó hasta la apertura de China bajo el liderazgo de Deng Xiaoping y las reformas políticas en la Unión Soviética bajo el liderazgo de Mijail Gorbachov durante los años 1980.
Después de la caída de la Unión Soviética, la participación de Corea del Norte en el conflicto palestino-israelí disminuyó y Corea del Norte pasó de exportar la revolución al pragmatismo. Desde entonces, Corea del Norte ha seguido apoyando la causa palestina y ha condenado enérgicamente cada acción israelí en la región. Durante la Guerra de Gaza (2008-2009), Corea del Norte condenó duramente las acciones israelíes. Un portavoz del Ministerio de Asuntos Exteriores denunció el asesinato de civiles desarmados y lo calificó de crimen contra la humanidad, así como de amenaza al proceso de paz en Oriente Medio. En la Asamblea General de la ONU, el representante permanente de Corea del Norte, Sin Son-ho, dijo que Corea del Norte "apoya plenamente la lucha palestina para expulsar a los israelíes que regresan de su territorio y restaurar su derecho a la autodeterminación".
Después del ataque a la flotilla de Gaza en 2010, el Ministerio de Asuntos Exteriores de Corea del Norte calificó el ataque como un "crimen contra la humanidad" perpetrado bajo la dirección de Estados Unidos. La declaración norcoreana también expresó su pleno apoyo a la autodeterminación de los palestinos. 
Durante el conflicto de 2014 entre Israel y Gaza, el 15 de julio, el Ministerio de Asuntos Exteriores emitió una declaración que decía: "Denunciamos amargamente los asesinatos brutales por parte de Israel de muchos palestinos indefensos mediante ataques militares indiscriminados contra zonas residenciales pacíficas en Palestina, ya que son crímenes imperdonables contra la humanidad". 
Corea del Norte culpó a Israel por el inicio de la guerra entre Israel y Hamás de 2023. Un editorial publicado en el periódico estatal Rodong Sinmun afirmó: "La comunidad internacional cree que este enfrentamiento fue el resultado de los constantes actos criminales de Israel contra el pueblo palestino, y que la salida fundamental es construir un estado palestino independiente". La inteligencia surcoreana confirmó a inicios de 2024 que Hamas utilizó granadas propulsadas F‑7 de fabricación norcoreana halladas en Gaza tras el ataque del 7 de octubre. Además, las autoridades surcoreanas informaron que el líder Kim Jong-un habría ordenado un apoyo "integral" a Palestina, incluyendo transferencias de armas y asistencia logística. Corea del Norte ha negado oficialmente estas acusaciones, calificándolas como "rumores infundados", aunque expertos independientes y medios internacionales vinculan estos envíos con intermediarios como Irán o Siria.